# Filippinerna i olympiska sommarspelen 1956
Filippinerna deltog med 39 deltagare vid de olympiska sommarspelen 1956 i Melbourne. Ingen av landets deltagare erövrade någon medalj.